# Torsten Safarik
Torsten Safarik (* 23. Oktober 1965 in Görlitz) ist ein deutscher Beamter und Mathematiker. Er war von Juni 2019 bis Juni 2024 Präsident des Bundesamtes für Wirtschaft und Ausfuhrkontrolle (BAFA).

## Leben und Beruf
Von 1986 bis 1991 studierte Safarik an der Technischen Universität Dresden, welches er als Diplom-Mathematiker abschloss. Im Anschluss war er bei der Gesellschaft für Wirtschaftsförderung und Regionalentwicklung Teltow tätig. Im Jahr 1992 trat er in die Bundesverwaltung ein und arbeitete im Bundesaufsichtsamt für das Versicherungswesen (BAV), das mittlerweile Teil der Bundesanstalt für Finanzdienstleistungsaufsicht (BaFin) ist. 
1999 wechselte Safarik in das Bundeswirtschaftsministerium, wo er in den Bereichen Informationstechnik, Steuern und Handel sowie als Referent und später als Redenschreiber bei Bundeswirtschaftsminister Werner Müller (parteilos) arbeitete. Von 2006 bis 2019 arbeitete Safarik in verschiedenen Funktionen bei der CSU-Landesgruppe innerhalb der CDU/CSU-Fraktion im Deutschen Bundestag. Er beriet unter anderem Peter Ramsauer (CSU), Alexander Dobrindt (CSU) sowie Georg Nüßlein (damals CSU) in den Bereichen Wirtschaft und Energie, aber auch in Fragen zur digitalen und zur Verkehrsinfrastruktur sowie zu Bildung und Forschung. Von 2012 bis 2014 war er zudem stellvertretender Leiter der Planungsgruppe der CSU-Landesgruppe. 
Zum 1. Juni 2019 ernannte Bundeswirtschaftsminister Peter Altmaier (CDU) Safarik zum Präsidenten des Bundesamtes für Wirtschaft und Ausfuhrkontrolle (BAFA).
Zum 1. Juli 2024 wurde Safarik Geschäftsführer der bundeseigenen Lausitzer und Mitteldeutschen Bergbau-Verwaltungsgesellschaft.
Safarik ist seit 2000 Mitglied der CDU.